# Salvador Moreno Manzano
Salvador Moreno Manzano (Orizaba, Veracruz, 1916 - Ciutat de Mèxic, 7 de juny de 1999) fou un compositor, historiador de l'art i pintor mexicà molt vinculat a Catalunya.
A instàncies de Carlos Chávez va provar sort en la direcció d'orquestra. El 1944 va dirigir l'Orquestra Simfònica de Mèxic, única ocasió en què va exercir aquest ofici.
Deixeble de Carlos Chávez, vingué a Barcelona atret per la fama de gran pedagog del compositor Cristòfor Taltabull, de qui va ser també deixeble destacat.
La seva òpera Severino (1961), sobre llibret de Joao Cabral de Melo, va significar el debut del tenor Plácido Domingo al Teatre del Liceu de Barcelona (1966). Com a músic són molt conegudes les seves cançons asteques, que la soprano Victòria dels Àngels programava molt sovint als seus recitals. També posà música a diversos poèmes del seu amic Rafael Santos Torroella.
Va fer també una gran tasca estudiant artistes catalans que treballaren a Mèxic, com els romàntics El pintor Pelegrí Clavé (1966) i El escultor Manuel Vilar (1969), així com del pintor pompier col·laborador de Porfirio Díaz Antonio Fabrés (1977), llibres publicats per la Universidad Autónoma de Mèxic, de la que ell era investigador especial.
Prologà el llibre del seu amic Francisco de la Maza, La erótica homosexual en Grecia y en Roma (Oasis, México 1985).
Membre de la Reial Acadèmia Catalana de Belles Arts de Sant Jordi, de Barcelona, al seu discurs d'ingrés catalogà la col·lecció d'escultura d'aquesta entitat (1983).
Com a pintor destaquen les seves subtils aiguades de natures mortes, molt influïdes per l'obra del seu amic Ramon Gaya.